# 金沢競馬移転50周年記念
金沢競馬移転50周年記念（かなざわけいばいてん50しゅうねんきねん）は、2023年に金沢競馬場ダート1900mで施行された地方競馬の重賞競走である。
2013年に開催された金沢競馬場移転40周年記念についても本項で述べる。

## 概要
1973年に金沢競馬場が現在の場所に移転してから40周年となった2013年に、サラブレッド系3歳以上による競走として「金沢競馬場移転40周年記念」がダート1700mで施行された。
それから10年後の2023年4月9日に本競走が開催されることになり、出走条件は2013年と異なり、サラブレッド系4歳以上のダート1900mの競走として行われた。
1着賞金は2013年・2023年共に300万円となっている。

## 歴代優勝馬
金沢競馬場移転40周年記念
| 施行日        | 優勝馬           | 性齢 | 所属 | タイム | 優勝騎手 | 管理調教師 | 馬主     |
| ------------- | ---------------- | ---- | ---- | ------ | -------- | ---------- | -------- |
| 2013年8月25日 | サミットストーン | 牡5  | 金沢 | 1:48.6 | 吉原寛人 | 加藤和義   | 河崎五市 |

金沢競馬移転50周年記念
| 施行日       | 優勝馬             | 性齢 | 所属 | タイム | 優勝騎手 | 管理調教師 | 馬主     |
| ------------ | ------------------ | ---- | ---- | ------ | -------- | ---------- | -------- |
| 2023年4月9日 | ハクサンアマゾネス | 牝6  | 金沢 | 2:02.0 | 吉原寛人 | 加藤和義   | 河崎五市 |

### 各回競走結果の出典
- JBISサーチ
  - 2013年、2023年